# 3 Brygada Saperów (II RP)
3 Brygada Saperów (3 BSap) – szkoleniowo-organizacyjna struktura niemacierzysta saperów Wojska Polskiego II RP.
3 Brygada Saperów sformowana została 22 listopada 1929 w Poznaniu. Ze względu na braki kadry oficerskiej w  brygadzie, decyzją ministra spraw wojskowych z dniem 13 marca 1934 została ona zlikwidowana. 

## Struktura brygady
- dowództwo 3 Brygady Saperów w Poznaniu
- 4 batalion saperów w Sandomierzu
- 7 batalion saperów w Poznaniu
- 8 batalion saperów w Toruniu

W marcu 1934 roku zlikwidowano poznańską 3 Brygady Saperów. Jednostki saperskie zostały przeorganizowane w trzy nowe brygady. W skład nowej 3 Brygady Saperów weszły:
- dowództwo 3 Brygady Saperów w Modlinie
- batalion silnikowy w Modlinie
- batalion elektrotechniczny w Nowym Dworze
- batalion mostowy w Kazuniu
- 1 batalion mostów kolejowych w Krakowie
- 2 batalion mostów kolejowych w Jabłonnie

## Obsada personalna dowództwa
Dowódca brygady
- płk Władysław Zachorowski

Oficerowie sztabu
- mjr sap. Jerzy Sochocki – I oficer (IV 1929 – II 1932)
- ppłk Wincenty Krzywiec
- ppłk Ryszard Jaworowski
- kpt. Stanisław Gowgiałło
- kpt. Aleksander Odyniec
- kpt. Teofil Jankowski[4]